# Chateau Musar

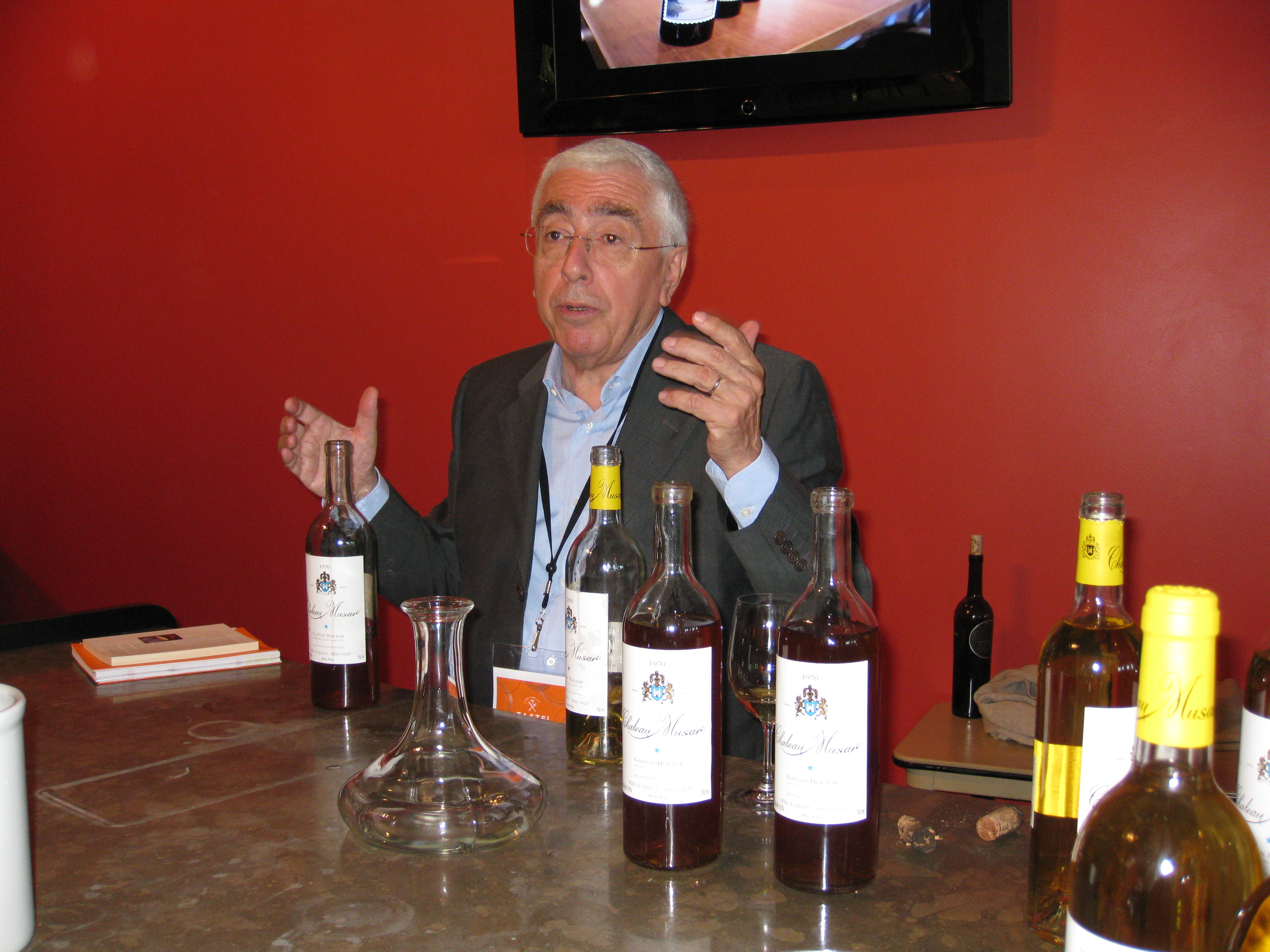
Serge Hochar presenterar företagets viner.

Chateau Musar är en libanesisk vinproducent med vingårdar i Bekaadalen i Libanon. Chateau Musar grundades 1930 av fransmannen Gaston Hochar, och egendomen är Libanons internationellt mest kända vinproducent, med omfattande puts.
Vingården leddes av sonen Serge Hochar, vars vinfilosofi var att naturen får ha sin gilla gång i möjligaste mån vilket gör att varje årgång av Chateau Musar har helt egen karaktär. Efter Hochars död den 31 december 2014 övertogs verksamheten av hans söner. 
Det röda vinet görs på druvorna Cabernet Sauvignon, Cinsault och Carignan. Man producerar även vitt vin.
Följande viner finns eller har funnits i sortimentet:
- Château Musar (rött och vitt)
- Hochar Père et Fils (rött)
- Cuvée Musar (rött)
- Rubis (rött)
- Musar Jeune (rött, vitt och rosé)